# مروک
مروک روستایی است در دهستان القورات از توابع بخش مرکزی شهرستان بیرجند، واقع در استان خراسان جنوبی که بر پایه سرشماری عمومی نفوس و مسکن در سال ۱۳۹۵ جمعیت این روستا ۴۹ نفر (در ۱۸ خانوار) بوده‌است.